# Эригон, Пьер
Пьер Эриго́н (фр. Pierre Hérigone, свои труды он подписывал латинизированным именем Petrus Herigonius, 1580? — 1643) — французский математик и астроном. По происхождению баск. Член кружка Мерсенна. Издал капитальный свод математических знаний своего времени, который цитировали выдающиеся математики следующего поколения, в частности, Паскаль и Лейбниц. Предложил несколько математических обозначений, утвердившихся в науке.

## Биография и научная деятельность
Год рождения точно неизвестен. Эригон был преподавателем математики в Париже. В 1634—1637 годах издал (на французском и латинском) фундаментальный свод математических знаний того периода в шести томах, под названием «Cursus mathematicus, nova, brevi, et clara methodo demonstratus, per notas reales et universales, citra usum cujuscunque idiomatis intellectu faciles».
- Том 1: Геометрия.
- Том 2: Арифметика и алгебра (по Франсуа Виету)
- Том 3: Логарифмы. Тригонометрия и её приложения.
- Том 4: Навигация. География. Система мира.
- Том 5: Оптика. Теория перспективы. Астрономия по Копернику и Птолемею. Теория музыки.
- Том 6: Различные справочные сведения, хронология.

Книга была хорошо принята и в 1644 году переиздана. В этой книге было предложено множество новых символов, но укоренились два: значок угла: {\displaystyle \angle } и символ «перпендикулярно»: {\displaystyle \perp }. Символ угла у Эригона напоминал значок {\displaystyle <}, современную форму ему придал Уильям Отред (1657).
Использованное Эригоном обозначение показателя степени ({\displaystyle a3} вместо современного {\displaystyle a^{3}} и т. п.) вскоре усовершенствовал Декарт. Эригон значительно опередил время, предложив символическую запись логических операций. Научная общественность была ещё не готова к этому нововведению, и предложение Эригона высоко оценил только Лейбниц.
Эригон предложил мнемоническую систему для запоминания длинных чисел. Каждой цифре он сопоставил одну или несколько согласных:
1 (t, d), 2 (n), 3 (m), 4 (r), 5 (l), 6 (j, ch, sh), 7 (c, k, g), 8 (f, v, ph), 9 (p, b), 10 (z, s)
Запомнив эту таблицу, мы можем последовательности цифр сопоставить текст, который легче запоминается (гласные вставляются по усмотрению пользователя). Например, число {\displaystyle \pi =3.1415927} можно преобразовать по системе Эригона в легко запоминаемый английский текст:
MeTeoR (314) TaiL (15) PiNK (927)
Кроме математических сведений, Эригон описал в своём труде камеру-обскуру в форме потира (том 6, стр. 113). С её помощью можно тайно наблюдать за окружающими, делая вид, что пьёте вино. Подробное описание конструкции Эригона привёл в своей книге 1685 года Иоганн Цан (Johann Zahn, 1631—1707).
В честь учёного назван лунный кратер Herigonius.